# Marcha de la Libertad
La Marcha de la Libertad fue una marcha militar en Argentina símbolo de la dictadura militar autodenominada Revolución Libertadora, que derrocó al gobierno constitucional del Presidente Juan Domingo Perón en 1955. 

## Historia
El gobierno de Peron Tras los atentados en plaza de mayo y el bombardeo de junio de 1955 se compone un himno propio, escrito por el diputado provincial de la UCR Manuel Rodríguez Ocampo. En julio de aquel año sectores antiperonistas hacen estallar bombas en la Escuela Superior Peronista y la editorial Mundo Peronista. Su letra y música se compusieron después del 16 de junio, cuando se bombardeó la Casa Rosada en Buenos Aires con un saldo de 530 civiles asesinados, el himno tenía inspiración y un tono reminiscente del himno falangista Cara al sol.
Durante la dictadura de Pedro Eugenio Aramburu teniendo como objetivo la desperonización la Marcha fue obligatoria dentro de las escuelas. Fue usada además el 14 de marzo de 1957 en un acto de la Unión Cívica Radical precedido por Ricardo Balbín y Miguel Ángel Zavala Ortiz. Dicho sector posteriormente se escindiría al mando de Crisólogo Larralde para formar la Unión Cívica Radical del Pueblo en oposición al bloque liderado por Arturo Frondizi que pasó a llamarse Unión Cívica Radical Intransigente.[cita requerida]

## Letra
En lo alto la mirada

Luchemos por la Patria redimida

El arma sobre el brazo

La voz de la esperanza amanecida

Que el sol sobre tu frente

Alumbre tu coraje camarada

Ya el brazo de tu madre

Te señalo la ruta iluminada

Y si la muerte quiebra tu vida

Al frío de una madrugada,

Perdurará tu nombre

Entre los héroes de la patria amada.

Y cuando el paso firme

De la Argentina altiva de mañana

Traiga el eco sereno

De la paz con tu sangre conquistada

Cantarás con nosotros camarada

De guardia allá en la Gloria Peregrina

Por esta tierra de Dios tuviera

Mil veces una muerte Argentina

Mil veces una muerte Argentina